# Haiti na Mistrzostwach Świata w Lekkoatletyce 2022
Haiti na Mistrzostwach Świata w Lekkoatletyce 2022 – reprezentacja Haiti podczas mistrzostw świata w Eugene liczyła jedną zawodniczkę.

## Skład reprezentacji

### Kobiety
| Zawodniczka | Konkurencja                | Eliminacje | Eliminacje | Półfinał | Półfinał | Finał | Finał   | Źródło |
| Zawodniczka | Konkurencja                | Wynik      | Pozycja    | Wynik    | Pozycja  | Wynik | Pozycja | Źródło |
| ----------- | -------------------------- | ---------- | ---------- | -------- | -------- | ----- | ------- | ------ |
| Mulern Jean | bieg na 100 m przez płotki | DNF        | DNF        | NQ       | NQ       | NQ    | NQ      | [ 1 ]  |